# La vida de Castruccio Castracani
La vida de Castruccio Castracani (en italiano: Vita di Castruccio Castracani) es una obra sobre la vida del condotiero Castruccio Castracani, escrita durante una embajada en la ciudad de Lucca, de la que procedía Castruccio, por Nicolás Maquiavelo en 1520 y dedicada a sus amigos Zanobi Boundelmonte y Luigi Alamanni.

## Dualidad en el contenido de la obra
Existe una discusión entre si la obra es de carácter historio-biográfico o una novela que difiere de la realidad histórica en la que Maquiavelo pretende a través de los hechos narrados dejar una enseñanza. 
De cualquier forma, alterando tanto los hechos sobre una figura reconocida por sus contemporáneos, Maquiavelo querría que su obra fuese leída como una novela ejemplar de las virtudes necesarias en un príncipe para gobernar.

## Historia
Castruccio Castracani nació en Lucca, en el seno de la familia Antelminelli; por su filiación gibelina debió exiliarse de Lucca. Residió en Inglaterra, de donde tuvo que exiliarse nuevamente (esta vez a Francia) por haber matado a un cortesano durante un duelo. 
Retorna a Italia en 1304 y vuelve a involucrarse en las luchas políticas de dicho país. Se alinea con la familia Visconti de Milán y participa en la victoria gibelina de  Montecatini en 1315. 
El condotiero  Uguccione, señor de Pisa recela del poder de Castracani y lo encarcela; sin embargo -tras una revuelta popular- es liberado y nombrado señor de la ciudad. A partir de este ascenso, comienza a conquistar varias ciudades de la Toscana y a alcanzar la hegemonía en la región al destruir al ejército florentino en 1325. 
Tres años después (en la cúspide de su poderío) falleció repentinamente en su ciudad natal, víctima de la malaria.

## Comparativa conEl príncipe
La vida de Castruccio Castracani es una personificación del ideal descrito por Maquiavelo en su obra más importante, El príncipe; a su vez, las campañas militares emprendidas por Castruccio evocan la política militar que Maquiavelo describe en su obra Del arte de la guerra. 
Castruccio Castracani es quizás el primer ejemplo del príncipe renacentista que Maquiavelo aspiraba para evitar que Italia fuese dominada por extranjeros. Dice Maquiavelo sobre él:

"Era grato con los amigos, terrible con los enemigos, justo con los súbditos, infiel con los extraños; nunca intentó vencer por la fuerza cuando podía hacerlo por fraude; ya decía que era la victoria la que traía la gloria y no el modo de lograrla."
Nicolás Maquiavelo, La vida de Castruccio Castracani.